# 816-й отдельный разведывательный артиллерийский дивизион
816-й отдельный разведывательный артиллерийский дивизион Резерва Главного Командования — воинское формирование Вооружённых Сил СССР, принимавшее участие в Великой Отечественной войне.
Сокращённое наименование — 816-й орадн РГК.

## История
Сформирован в составе 1-й ад Юго-Западного фронта 31 октября 1942 года года .
В действующей армии с 17.11.1942 по 1.03.1943.
В ходе Великой Отечественной войны вёл артиллерийскую разведку в интересах артиллерийских частей 1-й ад Юго-Западного    и  Донского  фронтов.
Приказом НКО СССР № 101 от 1.03.43г. преобразован в 14-й отдельный гвардейский разведывательный артиллерийский дивизион . 

## Состав
штат 08/97
- Штаб
- Хозяйственная часть
- Батарея звуковой разведки(БЗР)
- Батарея топогеодезической разведки(БТР)
- Взвод оптической разведки(ВЗОР)
- Фотограмметрический взвод(ФГВ)
- Артиллерийский метеорологический взвод(АМВ)
- Хозяйственный взвод

## Подчинение
| Дата                 | Фронт              | Армия      | Корпус | Дивизия | Бригада | Примечания |
| -------------------- | ------------------ | ---------- | ------ | ------- | ------- | ---------- |
| 31.10.42 -15.11.42г. | Юго-Западный фронт | -          | -      | 1-й ад  | -       | -          |
| 15.11.42 -30.12.42г. | Донской фронт      | 21-я армия | -      | 1-й ад  | -       | -          |
| 3.01.43-26.01.43г    | Донской фронт      | 65-я армия | -      | 1-й ад  | -       | -          |
| 27.01.43-15.02.43г   | Донской фронт      | 21-я армия | -      | 1-й ад  | -       | -          |

## Командование дивизиона
Командир дивизиона
- инженер-капитан Кузнецов Николай Сергеевич

Начальник штаба дивизиона
- ст. лейтенант Баньков Иван Васильевич

Заместитель командира дивизиона по политической части
- капитан Халтанов Балык Васильевич

Помощник начальника штаба дивизиона

Помощник командира дивизиона по снабжению

## Командиры подразделений дивизиона
Командир  БЗР
- лейтенант Машеров Евгений Дмитриевич

Командир БТР
- лейтенант Шатохин Николай Иванович

Командир ВЗОР
- лейтенант Токарев Иван Кириллович

Командир ФГВ
- лейтенант Задорожный Григорий Андреевич

Командир АМВ
- лейтенант Чистяков Георгий Александрович